# Odontoschisma gibbsiae
Odontoschisma gibbsiae là một loài rêu trong họ Cephaloziaceae. Loài này được A. Evans mô tả khoa học đầu tiên..